# سيسيليا بولوكو
سيسيليا كارولينا بولوكو فونك (مواليد في 19 مايو 1965) ممثلة ومضيفة تليفزيونية، عارضة أزياء ومصممة أزياء وملكة جمال تشيلية. أصبحت معروفة عالمياً بانتخابها ملكة جمال الكون، توجت ملكة جمال يونيفرسال تشيلي 1987 ، ولاحقاً توجت ملكة جمال الكون 1987. متغلبة على 67 متسابقة في 26 مايو 1987 لتصبح أول سيدة تشيلية تفوز بمسابقة ملكة جمال الكون التي عقدت في سنغافورة في ذلك العام. خلال فترة حكمها التي استمرت سنة، استقرت في لوس أنجلوس، كاليفورنيا.
عملت كصحفية في شبكة سي إن إن على قناة تلفزيونية أمريكية ناطقة بالإسبانية تيليموندو وحصلت على جائزتين من جوائز إيمي عن برنامج ("Tonight With Cecilia Bolocco") ،واستضافت عددًا من البرامج التلفزيونية مختلفة للتلفزيون التشيلي، بعد ذلك لعبت دور البطولة كارينا لافونتين دي مونتيرو في أوبرا موريليا (1995) التي حقق نجاحًا كبيرًا في المسلسل التليفزيوني المكسيكية، والتي تم بثها إلى أكثر من 70 دولة في جميع أنحاء الأمريكتين، بما في ذلك شيلي وأوروبا.

## نشأتها
وُلدت سيسيليا بولوكو في سانتياغو تشيلي ، والدها هو لإنزو بولوكو سينتولسي، وهو رجل أعمال أربيريشي، وروز ماري فونك آسلر. التحقت بالمدرسة الابتدائية والثانوية في كلية سانتياغو. ثم حصلت على سنة في الهندسة المدنية في جامعة سانتياغو ، تشيلي، قبل الانقطاع لمتابعة تصميم أزياء في معهد بروفيسيونال دي سينسياس إي آرتيس.

## حياتها الشخصية

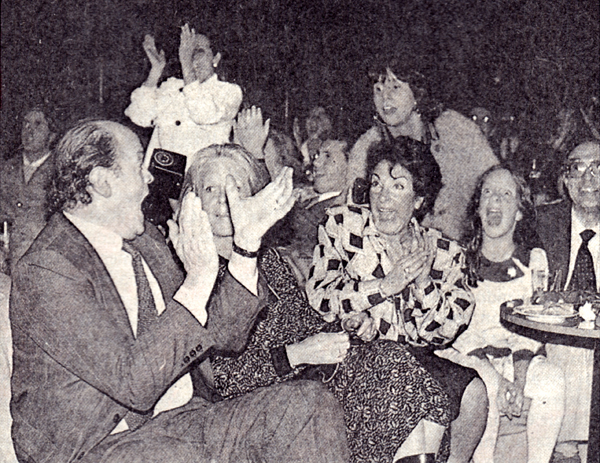
عائلة بولوكو

في مارس 1990 تزوجت بولوكو من المنتج التلفزيوني الأمريكي مايكل يونغ في سانتياغو. غطت وسائل الإعلام المحلية الحدث كما لو كان حفل زفاف ملكي. هذا الزواج استمر حتى عام 2001، بين عامي 2001 و 2011 ارتبطت مع الرئيس الأرجنتيني السابق كارلوس منعم.

## روابط خارجية
- سيسيليا بولوكو على موقع IMDb (الإنجليزية)
- سيسيليا بولوكو على موقع قاعدة بيانات الفيلم (الإنجليزية)
- سيسيليا بولوكو على موقع كينوبويسك (الروسية)